# Milhundos
Milhundos é uma povoação portuguesa do Município de Penafiel que foi sede da extinta Freguesia de Milhundos, freguesia que tinha 5,08 km² de área e 1 793 habitantes (2011), e, por isso, uma densidade populacional de 353,0 hab/km².
A Freguesia de Milhundos foi extinta pela reorganização administrativa de 2012/2013, tendo o seu território sido integrado na freguesia de Penafiel.

## População
| População da freguesia de Milhundos | População da freguesia de Milhundos | População da freguesia de Milhundos | População da freguesia de Milhundos | População da freguesia de Milhundos | População da freguesia de Milhundos | População da freguesia de Milhundos | População da freguesia de Milhundos | População da freguesia de Milhundos | População da freguesia de Milhundos | População da freguesia de Milhundos | População da freguesia de Milhundos | População da freguesia de Milhundos | População da freguesia de Milhundos | População da freguesia de Milhundos |
| ----------------------------------- | ----------------------------------- | ----------------------------------- | ----------------------------------- | ----------------------------------- | ----------------------------------- | ----------------------------------- | ----------------------------------- | ----------------------------------- | ----------------------------------- | ----------------------------------- | ----------------------------------- | ----------------------------------- | ----------------------------------- | ----------------------------------- |
| 1864                                | 1878                                | 1890                                | 1900                                | 1911                                | 1920                                | 1930                                | 1940                                | 1950                                | 1960                                | 1970                                | 1981                                | 1991                                | 2001                                | 2011                                |
| 414                                 | 502                                 | 526                                 | 579                                 | 691                                 | 677                                 | 772                                 | 798                                 | 905                                 | 833                                 | 913                                 | 1 477                               | 1 520                               | 1 657                               | 1 793                               |

| Distribuição da População por Grupos Etários | Distribuição da População por Grupos Etários | Distribuição da População por Grupos Etários | Distribuição da População por Grupos Etários | Distribuição da População por Grupos Etários | Distribuição da População por Grupos Etários | Distribuição da População por Grupos Etários | Distribuição da População por Grupos Etários | Distribuição da População por Grupos Etários | Distribuição da População por Grupos Etários |
| -------------------------------------------- | -------------------------------------------- | -------------------------------------------- | -------------------------------------------- | -------------------------------------------- | -------------------------------------------- | -------------------------------------------- | -------------------------------------------- | -------------------------------------------- | -------------------------------------------- |
| Ano                                          | 0-14 Anos                                    | 15-24 Anos                                   | 25-64 Anos                                   | > 65 Anos                                    |                                              | 0-14 Anos                                    | 15-24 Anos                                   | 25-64 Anos                                   | > 65 Anos                                    |
| 2001                                         | 315                                          | 305                                          | 851                                          | 186                                          |                                              | 19,0%                                        | 18,4%                                        | 51,4%                                        | 11,2%                                        |
| 2011                                         | 302                                          | 261                                          | 1 009                                        | 221                                          |                                              | 16,8%                                        | 14,6%                                        | 56,3%                                        | 12,3%                                        |

Média do País no censo de 2001:  0/14 Anos-16,0%; 15/24 Anos-14,3%; 25/64 Anos-53,4%; 65 e mais Anos-16,4%
Média do País no censo de 2011:   0/14 Anos-14,9%; 15/24 Anos-10,9%; 25/64 Anos-55,2%; 65 e mais Anos-19,0%

## Personalidades ilustres
- Visconde de Milhundos
- António Ferreira Gomes, bispo do Porto